# Художня галерея і музей Келвінгроув
Художня галерея і музей Келвінгроув (англ. Kelvingrove Art Gallery and Museum) — музей і художня галерея в Глазго, Шотландія. Тут експонується одна з найбільших в Європі громадських колекцій творів мистецтва. Після реконструкції 2003—2006 років, музей став найпопулярнішим місцем відвідування з вільним входом в Шотландії і найбільш відвідуваним музеєм Великої Британії за межами Лондона.
Музей розташований в мальовничому парку Келвіна в популярному районі міста Вест-Енді, на березі річки Келвін. Поруч розташований основний корпус Університету Глазго.

## Історія музею

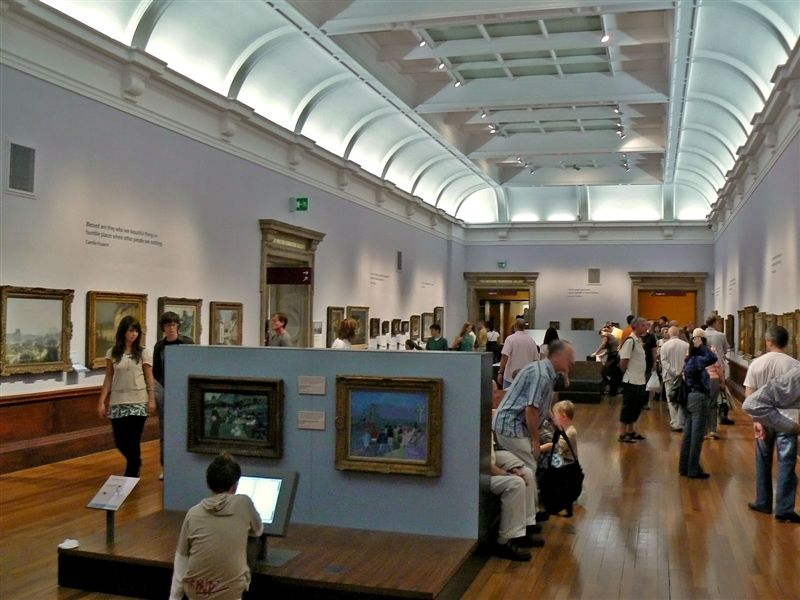
Всередині галереї

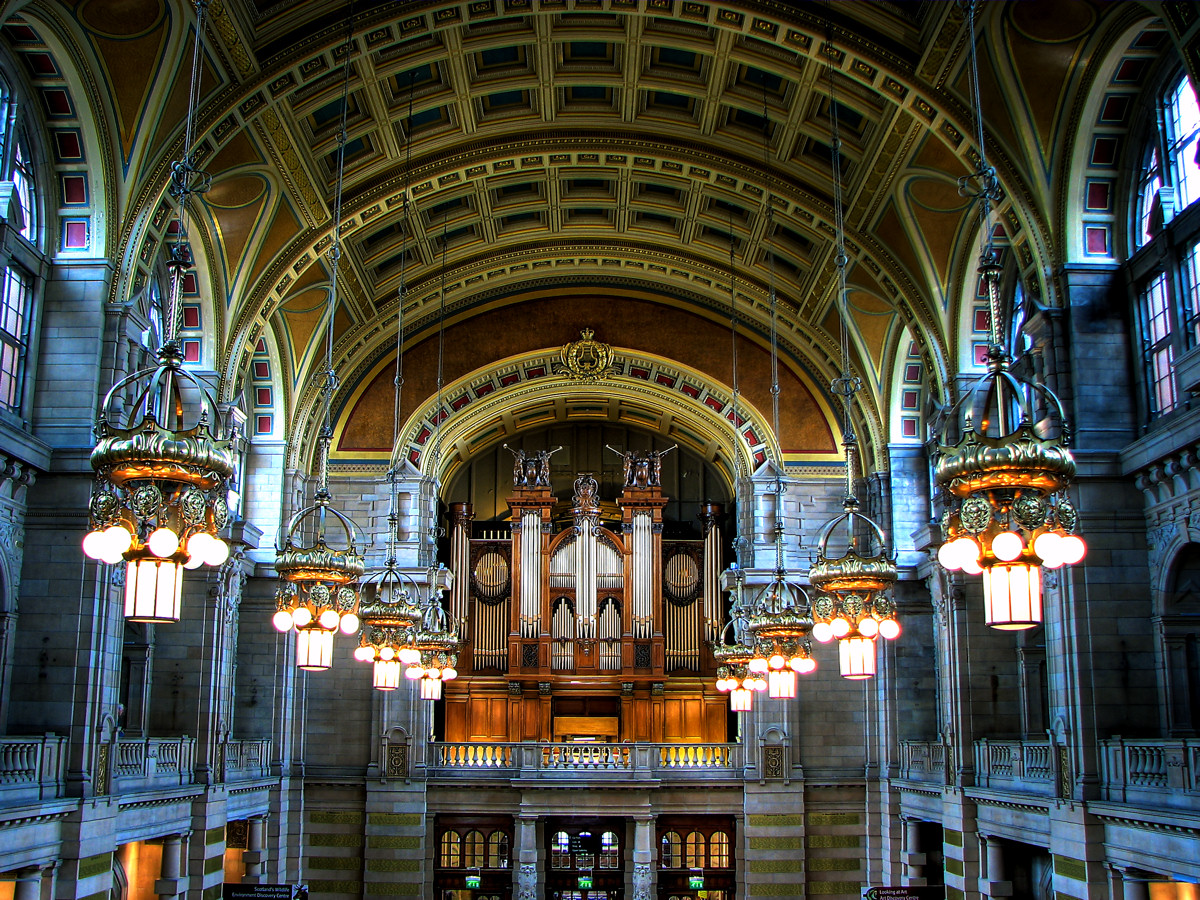
Центральний хол з органом

Зведення будівлі галереї із червоного пісковику в стилі іспанського бароко було розпочато у 1892 році. Авторами проекту були архітектори Джон В. Сімпсон і Мілнер Аллен. Відкриття галереї відбулось 2 травня 1901 року і було присвячене початку Міжнародної виставки в Глазго. Основу експозиції склала збірка з галереї Арчибальда Макеллана, відомого жителя Глазго, який подарував місту зібрану ним колекцію із 400 полотен живопису.

### Реконструкція
У 2002 році була проведена компанія по збору коштів на реконструкцію і оновлення музею. Пожертви різних фондів, організацій і приватних осіб склали приблизно 13 млн фунтів стерлінгів. Реконструкція тривала три роки і 11 червня 2006 року галерея Келвінгров знову відкрилася для відвідувачів.

## Експозиція
В 22 тематичних галереях музею експонується близько 8,000 об'єктів, серед яких:
- полотна Рембрандта, Рубенса, Якоба ван Рейсдаля, Боттічеллі, Тиціана, Джованні Белліні, Дега, Моне, Пікассо, Далі, Ван Гога, Піссарро, Росетті, шотландських живописців Вільяма Орчардсона, Джона Петі, Горацио Маккаллоха, Генрі Реберна, Семюеля Пепло та ін.

- колекція творів мистецтва Стародавнього Єгипту;

- колекція скульптур, колекція малюнків, меблів і інших об'єктів, виконаних відомим уродженцем Глазго архітектором Чарлзом Ренні Макінтошем;

- колекція хребтів доісторичних тварин;

- колекція зброї і броні;

- ряд експозицій, присвячених історичному надбанню Шотландії та Глазго.